# Rod (biologija)
Ród (latinsko Genus) je ena od osnovnih taksonomskih kategorij v sistemu znanstvene klasifikacije živih bitij. Med osnovnimi kategorijami je nižja od rodu samo še vrsta, enega ali več sorodnih rodov pa uvrščamo v družino. Že odkar je Charles Darwin objavil svojo teorijo evolucije, je rang rodu namenjen skupini živali, katere člani so si med seboj zelo sorodni. V preteklosti kriteriji za združevanje vrst v rodove glede na morfologijo in druge niso bili povsem natančno določeni. Kljub temu pa se je kasneje z uporabo molekularnih metod izkazalo, da mnogo uveljavljenih rodov dejansko predstavlja naravne skupine (klade).
Rodovno ime je prvi del dvočlenskega znanstvenega imena organizma, ki ga pišemo z veliko začetnico. Za primer, znanstveno ime človeka je Homo sapiens, rodovno ime je tako Homo. Po pravilih znanstvene klasifikacije ima vsak rod tipsko vrsto, vrsto, po kateri je bil opisan. Rodovno in vrstno ime take vrste sta enaka. Za primer, kalin (Pyrrhula pyrrhula) je tipska vrsta rodu Pyrrhula.